# 神童

少年時代のモーツァルト

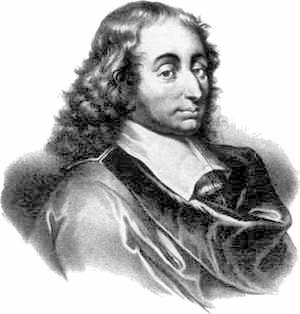
ブレーズ・パスカル

神童（しんどう、英語: Child prodigy）とは、特定分野において驚異的な能力を発揮する人物、特に少年時代に並外れて優秀であった者に対しての尊称である。

## 「神童」の基準
神童に明確な基準は存在しない。知能指数を検査してある一定の知能指数を上回ったときに「神童」と呼ぶこともできるが、あくまでひとつの目安である。それは創造力などは計測不可能なためである。

### 「神童」の例
学問分野では、サイバネティックスの創始者として有名なノーバート・ウィーナーが、幼い頃に奇偉な知能を発揮して、10代初めで既に大学で研究者として研究に従事していた例がある。また芸術の分野では音楽における神童として、ヴォルフガング・アマデウス・モーツァルトが10歳にならない段階で「神童」ともて囃されたことで有名である。他にコリン・マクローリンやウィリアム・ジェイムズ・サイディズなどが挙げられる。野球においてはブライス・ハーパーが10代の頃に呼称された。
日本でも学問的に秀でた人間をことのほか天賦の才として尊重する風潮があった。例えば菅原道真、石川啄木、南方熊楠、槇村浩などが神童と呼ばれた。

## 神童も二十歳過ぎれば
「十歳（とお）で神童、十五歳（じゅうご）で才子、二十歳（はたち）過ぎればただの人」あるいは「神童も大人になればただの人」と言われることがある。これは、下記のような原因があると考えられる。
- もともと神童と称される者は、運動能力、学業成績などが同年代の者に比べて現時点で優れていることを意味し、持っている能力が特別に優れているとは限らない。要するに、能力が優れているというよりも、同年代の者よりも成熟が早いだけという場合がある。いわゆる単なる早熟の人間が、少年時代に神童と呼ばれる場合が多くあるため、このような言葉が出来たと考えられる。
- 子供が示せば驚異的で奇偉な能力でも、大人では一般的で平庸な能力である場合が多い。例えば、3〜4歳の子供が写実的な油絵を描けばそれこそ神童だが、その能力だけを持ったまま大人になっても誰も注目しなくなる。
- 記憶力や言語学習能力など、全般的に大人より子供の方が優れる能力がある。そのような能力で並外れた能力を示したとしても、大人になれば衰えてしまう。
- 天才少年として幼少年時代を演奏旅行にあけくれたモーツァルトのように、神童と呼ばれる子供はその才能故に偏った生育歴を送ることがあり、その影響も考えられる。
  - ウィリアム・ジェイムズ・サイディズや金雄鎔のように、早くして社会から身を引き、静かな晩年を過ごす例も見られる。